# Trofeo Franco Balestra 2008
Il Trofeo Franco Balestra 2008, trentaduesima edizione della corsa e valida come evento dell'UCI Europe Tour 2008 categoria 1.2, si svolse il 9 marzo 2008 su un percorso totale di circa 171 km. Fu vinto dal polacco Wojciech Dybel che terminò la gara in 4h13'35", alla media di 40,46 km/h.

## Ordine d'arrivo (Top 10)
| Pos. | Corridore          | Squadra       | Tempo    |
| ---- | ------------------ | ------------- | -------- |
| 1    | Wojciech Dybel     | MG.Kvis       | 4h13'35" |
| 2    | Emanuele Vona      | Lucchini-Neri | a 8"     |
| 3    | Alessandro Raisoni | Podenzano     | a 13"    |
| 4    | Alessandro Mazzi   | Grigolin      | s.t.     |
| 5    | Vitaliy Buts       | Pagnoncelli   | s.t.     |
| 6    | Jesús Merino       | Vallauris     | s.t.     |
| 7    | Cristiano Monguzzi | Eurobike      | s.t.     |
| 8    | Pedro Merino       | Vallauris     | s.t.     |
| 9    | Luca Zanderigo     | Filmop        | s.t.     |
| 10   | Daniel Oss         | Zalf-Désirée  | s.t.     |